# Suhurlui, Galați
Suhurlui este satul de reședință al comunei cu același nume din județul Galați, Moldova, România.